# Batzel Pamalhá
Batzel Pamalhá är en ort i Mexiko.   Den ligger i kommunen Chilón och delstaten Chiapas, i den sydöstra delen av landet, 800 km öster om huvudstaden Mexico City. Batzel Pamalhá ligger 1 221 meter över havet och antalet invånare är 167.
Terrängen runt Batzel Pamalhá är varierad. Runt Batzel Pamalhá är det ganska tätbefolkat, med 54 invånare per kvadratkilometer. Närmaste större samhälle är Corostic, 5,3 km nordväst om Batzel Pamalhá. I omgivningarna runt Batzel Pamalhá växer i huvudsak städsegrön lövskog.